# 다이호쿠주

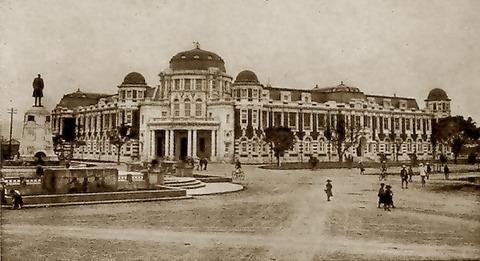
옛 다이호쿠주 청사 (현재는 중화민국 감찰원 청사로 사용되고 있음)

다이호쿠주 지도

다이호쿠주(일본어: 臺北州 / 台北州, たいほくしゅう 다이호쿠슈[*])는 일본 제국 치하의 대만 시대(대만일치시기)였던 1920년 9월부터 1945년 10월까지 존재했던 행정 구역 가운데 하나이다. 주청 소재지는 다이호쿠시(현재의 타이베이시)이며 면적은 4,594.24km2(1940년 당시 기준), 인구는 1,140,530명(1940년 당시 기준), 인구 밀도는 248.3명/km2이다. 현재의 지룽시, 신베이시, 타이베이시, 이란현에 걸쳐 있었으며 걸쳐 있었으며 3개 시, 9개 군을 관할했다.

## 인구
인구는 1941년(쇼와 16년)에 실시된 인구 조사를 기준으로 한다.
- 전체 인구: 1,233,882명
  - 일본인: 153,928명
  - 대만인: 1,053,372명
  - 조선인: 1,051명
  - 그 외의 민족: 25,531명

## 행정 구역
행정 구역은 1945년(쇼와 20년) 당시를 기준으로 한다.
- 다이호쿠시 (臺北市, 타이베이시)
  - 시치세이군 (七星郡)
    - 시오도메가(汐止街), 시린가(士林街), 호쿠토가(北投街), 나이코장(內湖庄)

  - 신쇼군 (新莊郡)
    - 신쇼가(新莊街), 로슈장(鷺洲庄), 고코장(五股庄), 린코장(林口庄)

  - 가이잔군 (海山郡)
    - 이타바시가(板橋街), 오카가(鶯歌街), 산쿄가(三峽街), 주와장(中和庄), 도조장(土城庄)

  - 분산군 (文山郡)
    - 신덴가(新店街), 신코장(深坑庄), 세키테이장(石碇庄), 헤이린장(坪林庄), 번지(蕃地)

  - 단수이군 (淡水郡)
    - 단수이가(淡水街), 하치리장(八里庄), 산시장(三芝庄), 세키몬장(石門庄)
- 기룬시 (基隆市, 지룽시)
  - 기룬군 (基隆郡)
    - 즈이호가(瑞芳街), 반리장(萬里庄), 가나야마장(金山庄), 시치토쿠장(七堵庄), 고료장(貢寮庄), 소케이장(雙溪庄), 헤이케이장(平溪庄)
- 기란시 (宜蘭市, 이란시)
  - 기란군 (宜蘭郡)
    - 도이장(頭圍庄), 쇼케이장(礁溪庄), 소이장(壯圍庄), 인잔장(員山庄)

  - 라토군 (羅東郡)
    - 라토가(羅東街), 고케쓰장(五結庄), 산세이장(三星庄), 후유야마장(冬山庄), 번지(蕃地)

  - 스오군 (蘇澳郡)
    - 스오가(蘇澳街), 번지(蕃地)

## 같이 보기
- 대만일치시기